# Brachyscleroma chinensis
Brachyscleroma chinensis är en stekelart som beskrevs av Gupta 1994. Brachyscleroma chinensis ingår i släktet Brachyscleroma och familjen brokparasitsteklar. Inga underarter finns listade.